# Метанмонооксигеназа

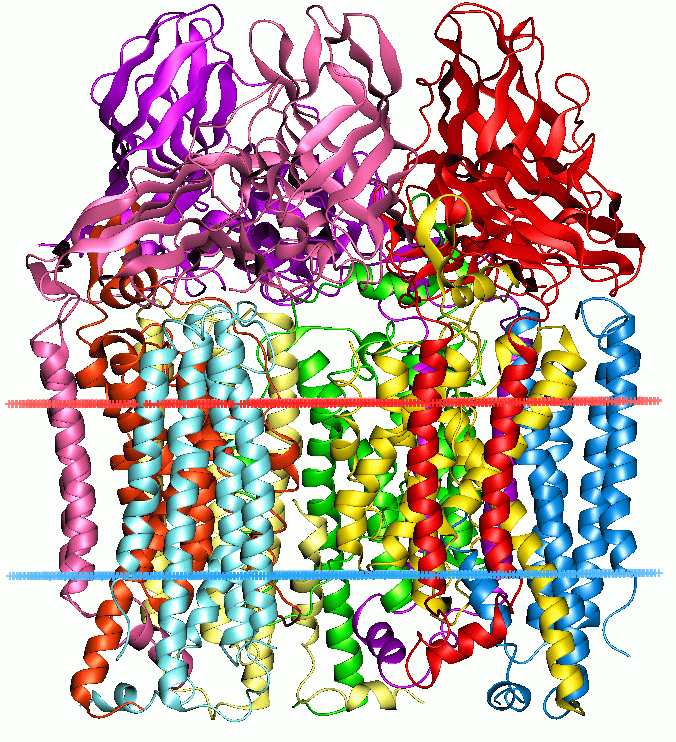
Модель строения ММО

Метанмонооксигеназа (ММО) — ферментная система, осуществляющая окисление метана у метанотрофных бактерий. В настоящее время выявлены две ферментные системы — растворимая (sММО) и мембрансвязанная (pММО). Помимо метана ММО также способна катализировать окисление алканов, алкенов, эфиров, ациклических, ароматических и гетероциклических соединений.
Суммарная реакция, катализируемая ММО, следующая:
CH4 + O2 + NAD(P)H + H+ → CH3OH + H2O + NAD(P)+
Растворимая sММО является трехкомпонентной системой и состоит из гидроксилазы (А), редуктазы (С) и компонента B. Белок А (250 кДа) является центром каталитической активности и содержит два кислородсвязывающих диироновых (2 Fe) кластера. Белок С — редуктаза (38,5 кДа) — мономерный полипептид, содержащий ФАД и FeS-кластер. Последний переносит электроны с НАДФН на диироновый кластер гидроксилазы. Компонент B (15 кДа) — мономерный полипептид, не содержащий ионов металла или кофакторов и являющийся регуляторным белком.
Менее изучен мембрансвязанный метанмонооксигеназный комплекс. Мембрансвязанная pММО из Methylosinus trichosporium — трехкомпонентная ферментная система, состоящая из растворимого СО-связывающего цитохрома с (13 кДа), Сu-содержащего белка (47 кДа) и белка массой 9,4 кДа. Эффективными донорами электронов для фермента в бесклеточных экстрактах являются метанол (в присутствии метанолдегидрогеназы) или аскорбат, который непосредственно восстанавливает СО-связывающий цитохром с, существенно важный для функционирования pММО. НАДН являлся эффективным донором для рММО.